# Coelorinchus amydrozosterus
Coelorinchus amydrozosterus es una especie de pez de la familia Macrouridae en el orden de los Gadiformes.

## Morfología
• Los machos pueden llegar alcanzar los 25 cm de longitud total.

## Hábitat
Es un pez de aguas profundas que vive entre 297-717 m de profundidad.

## Distribución geográfica
Se encuentra al sur de Australia: desde Australia Occidental hasta Nueva Gales del Sur.